# 森特勒爾巴倫 (印地安納州)
森特勒爾巴倫（英語：Central Barren）是位於美國印地安納州哈里森縣的一個非建制地區。該地的面積和人口皆未知。